# Ali Faudet
Ali Faudet, född 3 juli 1970, är en friidrottare från Tchad. Han deltog vid olympiska sommarspelen 1988 och olympiska sommarspelen 1992.